# ۸۲۶ (خورشیدی)
۸۲۶ هشتصد و بیست و ششمین سال هجری خورشیدی است.